# Lago Damerower
El lago Damerower (en alemán: Damerowersee) es un lago situado en el distrito de Ludwigslust-Parchim, en el estado de Mecklemburgo-Pomerania Occidental (Alemania), a una altitud de 47 metros; tiene un área de 285 hectáreas.